# Banca Popolare di Lodi
La Banca Popolare di Lodi (BPL) è stata un istituto di credito italiano, appartenente al gruppo Banco Popolare. Fondata nel 1864 da Tiziano Zalli, è stata la prima banca popolare sorta in Italia.
Il 23 giugno 2005 cambiò denominazione in Banca Popolare Italiana (BPI) che il 1º luglio 2007 si fuse con il Banco Popolare di Verona e Novara, dando vita al Banco Popolare. Contestualmente venne ricostituita la Banca Popolare di Lodi S.p.A., che il 27 dicembre 2011, si fuse nella capogruppo Banco Popolare S.C.
Da tale data Banca Popolare di Lodi, oltre che un marchio del Banco Popolare che è presente in Lombardia e nelle province di Parma e Piacenza, ne è anche una sua divisione con sede a Lodi, con la quale s'estende anche in Liguria, in Toscana ed in Umbria e che comprende le due direzioni territoriali: Banca Popolare di Lodi - cui fanno le aree Banca Popolare di Cremona, Banca Popolare di Crema e Banco di Chiavari e della Riviera Ligure - e "Cassa di Risparmio di Lucca Pisa Livorno".

## Storia

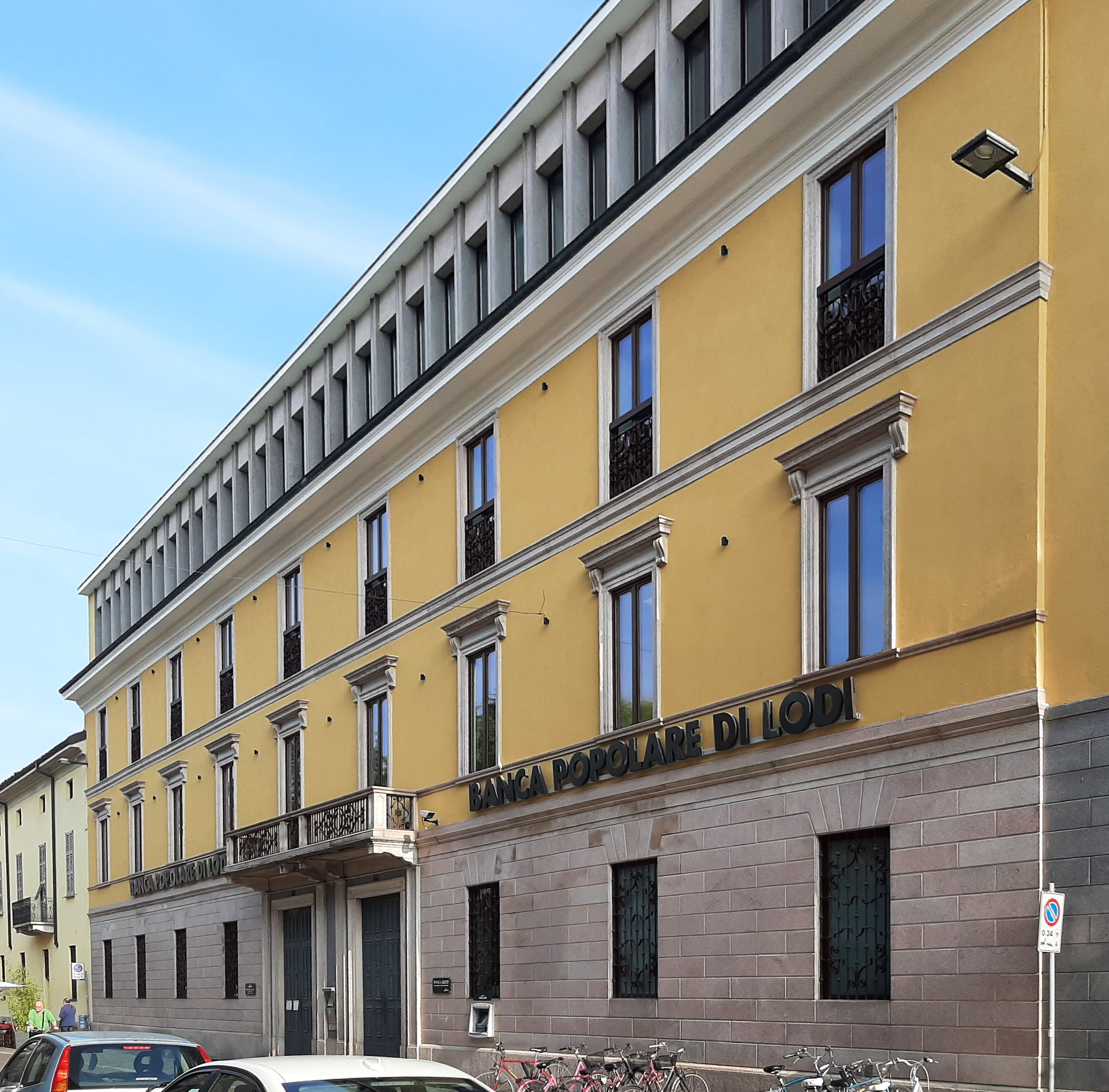
La sede della banca in via Cavour a Lodi.

### Banca Popolare di Lodi
La Banca Popolare di Lodi venne fondata nel 1864 da Tiziano Zalli ed è stata la prima banca popolare costituita in Italia.
Agli inizi del ’900 l'Istituto era già un riferimento importante per il territorio: concorreva allo sviluppo di commercio e industria e partecipava a iniziative di pubblica utilità. Alla fine degli anni ottanta la Banca aveva complessivamente 110 sportelli in Lombardia, Emilia-Romagna, Lazio e Piemonte.
Nel 1992 ingloba la Banca Rasini, una piccola banca milanese, legata alle vicende di riciclaggio di denaro mafioso e al finanziamento delle prime attività imprenditoriali di Silvio Berlusconi.
Nel 1995 rileva le attività bancarie ex Montedison di Ferruzzi Finanziaria, riunite in Sefimed, comprendenti Agos Sim, Agos Gestioni Patrimoniali e Banca Mercantile Italiana.
Nel 1998 BPL acquisisce la Banca Adamas, successivamente ridenominata Bipielle Bank (Suisse); nel luglio dello stesso anno la Banca Popolare di Lodi fa il suo ingresso in Borsa a Milano.
Nel 1999 entrano nel gruppo la Cassa di Risparmio di Lucca, Cassa dei Risparmi di Livorno e Cassa di Risparmio di Pisa (Holding Casse del Tirreno), che diventano nel 2006 dopo la fusione la Cassa di Risparmio di Lucca Pisa Livorno, e si espande al centro-sud con l'acquisizione del Credito Molisano e della Banca Operaia di Pescopagano, unite poi in BPL Centrosud con la seconda integrata nella prima.
Nel 2000 vengono acquisite Efibanca e la Cassa di Risparmio di Imola e nel 2001 la Banca Popolare di Crema.
Banca Mercantile Italiana, diventata banca regionale per la Sicilia e il secondo istituto più diffuso sul territorio, in seguito all'acquisto di Banca del Sud, Banco di Credito Siciliano, Banca popolare di Belpasso, Banca popolare di Bronte, Banca di Credito e Servizi di Vittoria, Banca Commerciale di Mazara, Banca popolare di Carini, arriva ad avere 1.200 dipendenti e 112 sportelli e viene fusa in Banca Popolare di Lodi.
Nel 2001 si costituisce Banca Bipielle Romagna, derivante dalla fusione fra Banca Popolare di Forlì e Banca Popolare di Ferrara e Rovigo, entrambe acquisite a fine 2000.
Le acquisizioni si completano nel 2003 con l'acquisto del Banco di Chiavari e della Riviera Ligure (GE), della Banca Popolare del Trentino e della Banca Popolare di Cremona..

### Banca Popolare Italiana
Il 23 giugno 2005 la Banca Popolare di Lodi cambiò nome in Banca Popolare Italiana S.C..
Per la vicenda di "Bancopoli" (in cui BPI è stata protagonista per i suoi interessi nella Banca Antonveneta), il 16 settembre 2005, Gianpiero Fiorani rassegna con effetto immediato le proprie irrevocabili dimissioni dalla carica di consigliere di amministrazione, di amministratore delegato e di dirigente della Banca Popolare Italiana.
Il 12 dicembre 2005 si dimettono i consiglieri di amministrazione e il collegio sindacale; vengono cooptati in consiglio Divo Gronchi e Dino Piero Giarda che in seguito sono divenuti rispettivamente amministratore delegato e presidente di BPI.
Nello stesso mese, vengono arrestati per una serie di reati di natura finanziaria Gianpiero Fiorani e l'ex direttore finanziario Gianfranco Boni.
Nel mese di ottobre 2006 vengono ceduti al Banco Popolare di Verona e Novara gli sportelli con il marchio della Banca Popolare del Trentino in cambio di altrettanti sportelli situati nel centro Italia.
Il 13 dicembre 2006 l'amministratore delegato della Banca Popolare Italiana Divo Gronchi è stato sospeso dall'esercizio delle sue funzioni; lo ha deciso il consiglio di amministrazione, presieduto da Dino Piero Giarda, prendendo tale decisione a seguito della sentenza di primo grado per il reato di concorso in bancarotta semplice relativamente alla vicenda fallimentare Italcase-Bagaglino-Bertelli.
Lo statuto della banca prevede in maniera esplicita la votazione a scrutinio segreto per la nomina dell'amministratore delegato, mentre tale modalità di voto non è menzionata per la revoca o la rielezione. Nella serata del 19 gennaio il CdA ha interpretato la norma, optando per una modalità di voto per alzata di mano e chiamata nominativa.
Il 20 gennaio 2007 l'assemblea ordinaria dei soci di Banca Popolare Italiana presieduta da Dino Piero Giarda ha deliberato a larga maggioranza (con 1885 voti favorevoli su 2847 voti presenti in assemblea) di non revocare Divo Gronchi dalla carica di amministratore reintegrandolo nel pieno delle sue funzioni.
Il 10 marzo 2007 all'assemblea straordinaria, decisiva per il futuro della società, hanno partecipato grandi investitori e circa 4.000 detentori di piccoli pacchetti azionari, fra i quali un'alta percentuale dei dipendenti della banca. Essendo Banca Popolare Italiana una cooperativa, tutti gli azionisti hanno un diritto di voto, indipendentemente dal numero di azioni possedute. È stata deliberata la fusione con il Banco Popolare di Verona e Novara dandò vita al gruppo bancario Banco Popolare. I rapporti di cambio furono fissati in 0,43 azioni del costituendo Banco Popolare ogni azione di BPI e in 1 azione del costituendo Banco Popolare ogni azione di BPVN.
Il 9 giugno 2007 l'ultima assemblea ordinaria della Banca Popolare Italiana ha deliberato di esercitare l'azione di responsabilità nei confronti di Gianpiero Fiorani, Giovanni Benevento, Desiderio Zoncada, Francesco Ferrari e Osvaldo Savoldi (ex amministratori) nonché di Roberto Angelo Araldi e Aldino Quartieri (ex sindaci) per i fatti in danno della banca accertati nel corso dell'indagine svolta sulla fallita scalata alla Banca Antonveneta.

#### Ex Gruppo Banca Popolare Italiana
Al 1º luglio 2007 alla data della fusione con la con il Banco Popolare di Verona e Novara il Gruppo BPI era così composto:
- Banca Popolare Italiana
- Banca Caripe
- Bipielle ICT SpA
- Bipielle Società di Gestione del Credito SpA
- Banca Valori, private banking
- Bipielle Bank (Suisse), private banking
- Efibanca, banca d'affari
- Bipitalia Ducato, credito al consumo
- Bipitalia Gestioni SGR, risparmio gestito
- Bipitalia Alternative SGR, risparmio gestito
- Finoa, bancassicurazione
- Bipielle Real Estate, Immobiliare

### Banco Popolare
Il 1º luglio 2007 la BPI si fuse con il Banco Popolare di Verona e Novara: da tale operazione è nato uno dei primi quattro Gruppi bancari italiani, denominato Gruppo Banco Popolare, con all'epoca oltre 2.100 sportelli e 21.000 dipendenti. Contestualmente alla nascita del nuovo gruppo, a seguito del conferimento del ramo di azienda bancaria della ex Banca Popolare di Lodi, venne costituita una nuova società  – controllata al 100% dalla capogruppo Banco Popolare S.C. – denominata "Banca Popolare di Lodi S.p.A.".
La BPL S.p.A. aveva sede e direzione generale a Lodi ed era presente principalmente in Lombardia, in Emilia-Romagna, in Liguria e nel centro con i marchi territoriali: Banca Popolare di Lodi, Banca Popolare di Cremona, Banca Popolare di Crema, Banco di Chiavari e della Riviera Ligure, Cassa di Risparmio di Lucca Pisa Livorno, Cassa di Risparmio di Imola (ceduta il 1º luglio 2012 alla Direzione territoriale del Banco S. Geminiano e S. Prospero inclusa nella Divisione Banca Popolare di Verona) con gli sportelli posti nella città metropolitana di Bologna.
Il 27 dicembre 2011 il gruppo bancario Banco Popolare ha lanciato il progetto "Grande Banca Popolare", relativo alla fusione per incorporazione della banche del territorio all'interno della società capogruppo Banco Popolare, con l'obiettivo di formulare un nuovo modello bancario integrato, partendo da un maggiore livello di efficienza con la conseguente cancellazione della vecchia denominazione sociale "Banca Popolare di Lodi S.p.A.", conservando comunque il marchio "Banca Popolare di Lodi".

## Divisione Banca Popolare di Lodi
Dal 27 dicembre 2011 Banca Popolare di Lodi è una Divisione del gruppo Banco Popolare, presente al nord in Lombardia, Emilia-Romagna, Liguria e al centro in Toscana ed in Umbria, suddivisa nelle due Direzioni territoriali: 
- Banca Popolare di Lodi: con sede a Lodi che comprende le filiali poste in Lombardia (nella città metropolitana di Milano e nelle province di Varese, Lecco, Monza e della Brianza, Lodi e Cremona) e in Emilia-Romagna (nelle province di Parma e Piacenza)
A questa Direzione territoriale fanno capo le aree:
  - Banca Popolare di Cremona: in Lombardia, nelle province di Cremona e Brescia
  - Banca Popolare di Crema: in Lombardia, nella città metropolitana di Milano e nelle province di Cremona e Brescia
  - Banco di Chiavari e della Riviera Ligure: in Liguria, nella città metropolitana di Genova e nella provincia della Spezia
- Cassa di Risparmio di Lucca Pisa Livorno: con sede a Lucca che include le filiali poste in Liguria nella provincia della Spezia, in Toscana ed in Umbria.
L'istituto di credito è nato nel 2006 con 223 sportelli dalla fusione della Cassa di Risparmio di Lucca, Cassa dei Risparmi di Livorno e Cassa di Risparmio di Pisa, le cui origini risalgono rispettivamente al 1835, 1836 e 1834, per iniziativa dei piccoli imprenditori locali come commercianti e artigiani.
Nel 1995 i tre istituti con la Banca del Monte di Lucca (che vi rimane fino al 1998) costituiscono l'Holding Casse del Tirreno, in seguito alla scissione dall'Holding Casse Toscane (nata nel 1992 dall'accordo di sette Fondazioni), che la BPL acquisì nel 1999 e confluite dal 2003 al 2006 nell'allora controllata Reti Bancarie.
Il 27 dicembre 2011, nell'ambito del progetto "Grande Banco Popolare", la Cassa di Risparmio di Lucca Pisa Livorno S.p.A. si è fusa per incorporazione nella capogruppo Banco Popolare S.C.